# Dufourea fimbriata
Dufourea fimbriata är en biart som först beskrevs av Cresson 1878.  Dufourea fimbriata ingår i släktet solbin, och familjen vägbin.

## Underarter
Arten delas in i följande underarter:
- D. f. fimbriata
- D. f. sierrae